# Muwa-Walwis
Muwa-Walwis, mort cap a l'any 1322 aC, va ser un rei del País del riu Seha, tributari i vassall dels hitites al segle xiv aC.
El que se'n sap d'aquest governant prové de fonts hitites. Quan Subiluliuma I cap a mitjans del segle xiv aC va tornar a reconquerir les terres d'Arzawa probablement va dividir el territori en diversos regnes menors, i entre ells el que va ser conegut com el País del riu Seha, situat davant per davant de l'illa de Lesbos.
Els estudiosos creuen que el rei hitita Subiluliuma va nomenar rei de Seha, el primer d'aquest regne, un cert Muwa-Walwis, coronat entre el 1345 aC i el1340 aC, i seu llinatge del que no se'n sap res. Tampoc es coneixen fets del seu regnat, només que el rei hitita i els seus successors el van recordar com un súbdit fidel.
Abans de la seva mort, circa el 1322 aC, Muwa-Walwis va designar com a hereu el seu fill petit Manhapa-Tarhunta per raons desconegudes, cosa que va desencadenar la ira dels germans més grans que van intentar matar-lo. Va aconseguir escapar i amb l'ajut dels hitites va recuperar la possessió del tron en pocs mesos, destituint al seu germà Urha-Tarhunta que l'havia usurpat.
A finals del segle xiii aC, potser el 1235 aC el rei hitita Tudhalias IV va expulsar un tal Tarhuna-Radu que havia usurpat el tron del País del riu Seha, va fer consignar als arxius que havia "... restaurat el llinatge de Muwa-Walwis al tron ... ", confirmant el bon nom que havia mantingut aquell rei.